# ニコラ・ジャンヴィエ
ニコラ・ジャンヴィエ（Nicolas Janvier , 1998年8月11日 -)は、フランス・イル＝エ＝ヴィレーヌ県サン・マロ出身のプロサッカー選手。ポジションはMF。

## 来歴

### クラブ
スタッド・レンヌの下部組織出身。2015年12月11日、リーグ・アンのSMカーン戦でプロデビューを飾った。
2019年8月、ヴィトーリアSCに3年契約で移籍した。
2023年7月4日、アランヤスポルに3年契約で移籍した。

### 代表
2015年5月、U-17代表の一員としてブルガリアで開催されたUEFA U-17欧州選手権2015に参加、優勝を果たした。同年10月にはチリで開催された2015 FIFA U-17ワールドカップに参加した。

## タイトル
U-17フランス代表
- UEFA U-17欧州選手権: 2015